# Canthon bimaculatus
Canthon bimaculatus là một loài bọ cánh cứng trong họ Bọ hung (Scarabaeidae).